# Ivan Popovič
Ivan Popovič (* 16. října 1944 Bánovce nad Ondavou) je slovenský režisér, scenárista, spisovatel, animátor, výtvarník, karikaturista a ilustrátor.

## Životopis
Narodil se v Bánovcích nad Ondavou, ale o tři dny musel své rodiště opustit, protože jeho rodinu evakuovali před postupujícím frontou. Vyrůstal v Hniezdném, do školy chodil v Kežmarku. Už v dětství inklinoval ke kreslení, přičemž jako třináctiletý dostal svůj první honorář za novinovou kresbu a jako šestnáctiletý v Čechách poprvé vystavoval. Po ukončení studia geografie a kartografie na košické Vyšší průmyslové škole stavební a zeměměřičské v roce 1962 se původní profesí věnoval jen krátce. Pracoval jako kreslič, později jako revizor map v kartografické a reprodukčním ústavu v Modre-Harmonii. Jeho ambice studovat animace Vysoké škole uměleckého průmyslu v Praze zůstala nenaplněná a tak se počátkem roku 1963 zaměstnal jako výtvarný redaktor mládežnického vydavatelství Smena. O tři roky později se rozhodl zanechat i toto působiště a svůj talent dále rozvíjel už jen jako svobodný umělec "na volné noze".

## Tvorba
Od poloviny šedesátých let se věnuje rozličným uměleckým disciplínám podle vlastních priorit a aktuálních možností. Účast na semináři o animovaném filmu v roce 1964 ho přivedla k vzniku jeho prvního krátkometrážního filmu Pingvin.

## Dílo

### Filmografie
- 1964 - Pingvin
- 1969 - Píseň
- 1972 - O Angelice princezničky anglické
- 1975 - hlavičkové pohádky
- 1976 - Panpulóni
- 1977 - neperspektivní
- 1978 - Narozeniny 2001
- 1979 - Attention!
- 1979 - Minutky
- 1979 - Ráno světa
- 1979 - Strážce sen
- 1980 - Gongo a budíky
- 1980 - Gongo a televizory
- 1980 - Ikaria
- 1981 - Gongo a pračka
- 1981 - Totem
- 1982 - Místo k sezení
- 1983 - Blecha a slon
- 1983 - Kuk a Bubu - Ztracená voda
- 1983 - Kuk a Bubu - Ztracené světlo
- 1983 - Kuk a Bubu - Ztracený chlebíček
- 1983 - Kuk a Bubu - Za sluncem
- 1984 - Byly zde ufóni
- 1984 - Kuk a Bubu - Ztracený olej
- 1984 - Kuk a Bubu - Ztracené železo
- 1984 - Kuk a Bubu - Za vozovkou
- 1985 - Místo na Dunaji
- 1990 - Naše projevy
- 1992 - První stavební spořitelna, pět animovaných televizních spotů
- 1995 - Nasivin - šest animovaných televizních spotů
- 1997 - Japonské dny v opeře - videofilm o úspěšném turné Opery SND v Japonsku
- 1997 - Krátká zpráva o zázraku,
- 1998 - Pod střechou světa- dokumentární film o městě Lhasa
- 1998 - Siemonka,
- 1989 - 1999 - Daleko je nedaleko - cyklus jedenácti necestopisných vyprávění o zemích
- 1999 - Clown Kuki - animovaná písnička rakouského klauna pro děti v původním znění

### Ilustrace knih
- 1965 - 1984 - A já se jmenuji Hřebíček!, Mladé letá, spolu s bratrem Vladimírem

- 1973 - Juraj Tušiak, Postavím si zámeček věžaté
- 1975 - Miroslav Válek, Panpulóni, Slovenský spisovatel
- 1975 - Vincent Šikula, Prázdniny se strýcem Rafaelem, Slovenský spisovatel
- 1976 - Ľubomír Feldek, Květ Alfabet, Slovenský spisovatel
- 1976 - Ladislav Fuks, Boldogultak Balje
- 1977 - Rudolf Moric, Po lesních stezkách
- 1977 - Juraj Tušiak, Sagradiću čarobni mák, Novi Sad
- 1979 - F. Chorvat, J. Orlík, Napjaink illementana
- 1980 - I. Atrobolevskij, A. Kobrinski, Seznamte se: Robot
- 1982 - Libuše Friedová, Magdalenka a skřítci, Východoslov. vyd.
- 1984 - Libuše Friedová, Malované čtení, Východoslov. vyd.
- 1985 - I. Racek, Člověk mezi počítači
- 1987 - Siegfried Poller, Chemie na prahu třetího tisíciletí
- 1989 - Miro Musil, Talenty přes palubu
- 1990 - Vánoční knížka, Mladé letá
- 1992 - Alta Vášová, Lelka ze sekretáře, Slovenský spisovatel
- 1993 - Poslušné písmenka na první prázdniny, Mladé letá
- 1994 - Čítanka pro 4. ročník základních škol, SPN
- 2000 - Maja Miková, Barevné pohádky, Media Group
- 2001 - Mít tak o kolečko víc!, My Studio spolu s vyd. Fortuna print
- 2003 - 2010 - Dětská univerzita i pro dospělé, Perex